# Lymeon sanguineus
Lymeon sanguineus là một loài tò vò trong họ Ichneumonidae.